# نبوءة الباباوات
نبوءة الباباوات (باللاتينية: Prophetia Sancti Malachiae Archiepiscopi, de Summis Pontificibus)‏ (نبوءة المطران القديس ملاخي فيما يخص الأحبار الأعاظم) هي سلسلة من 112 عبارة قصيرة مُلغزة باللاتينية تزعم أنها تتنبأ بباباوات الكنيسة الرومانية الكاثوليكية (إلى جانب بعض الباباوات المزيفين)، بدءًا من سلستين الثاني. نشره أول مرة الراهب البندكتي آرنولد وِيون في عام 1595، الذي نسب النبوءة للقديس ملاخي، وهو مطران من أرماه من القرن الثاني عشر.
نظرًا للوصف الدقيق للباباوات حتى العام 1590 تقريبًا والافتقار إلى الدقة في الباباوات الذين تلوهم، استنتج المؤرخون عمومًا أن النبوءة المزعومة كتابٌ منحول مزيف كُتب قبل نشره بفترة وجيزة. لم تتخذ الكنيسة الكاثوليكية موقفًا رسميًا، رغم أن بعض علماء اللاهوت الكاثوليكيين قد نبذوها باعتبارها تزييفًا.
تُختتم النبوءة عند بابا سُمّي «بطرس الروماني»، الذي يُزعم أن حبريّته ستسبق دمار مدينة روما.

## تاريخها

### نشرها ومضمونها
نُشرت النبوءة المزعومة للمرة الأولى في عام 1595 على يد راهب بندكتي اسمه آرنولد وِيون في شجرة حياته، وهي واحدة من تأريخات الرهبنة البندكتية. نسبها إلى القديس ملاخي، مطران أرماه في القرن الثاني عشر. شرح قائلًا إن النبوءة، على حد علمه، لم تُطبع قبلًا، لكن الكثيرين كانوا متلهفين لرؤيتها. أدرج ويون كلًا من النبوءة الأصلية المزعومة المؤلفة من عبارات لاتينية ملغزة قصيرة، بالإضافة إلى تفسير يطبق الجُمل على باباوات تاريخيين وصولًا إلى أوربان السابع (تسلم الباباوية لثلاثة عشر يومًا في عام 1590)، الذي نسبه ويون إلى المؤرخ ألفونسوس سياكونيوس.

### نظريات المنشأ
وفقًا لرواية قدمها الأب كوشيرات، استدعى البابا إينوسنت الثاني ملاخيَ إلى روما في عام 1139 ليستلم طيلسانين صوفيين عن الأبرشيتين المطرانيتين في أرماه وكاشل. أثناء وجوده في روما، يُزعم أن ملاخي قد رأى رؤيا عن الباباوات المستقبليين، ودوّنها في هيئة سلسلة من العبارات الملغزة. ثم يُزعم أن هذه المخطوطة قد أودعت في أرشيف الفاتيكان السري ونُسيت حتى أُعيد اكتشافها في عام 1590، ويُفترض أن ذلك قد حدث في الوقت المحدد تمامًا للمجمع المغلق آنذاك.
خلُص عدد من المؤرخين إلى أن النبوءة تزييف جرى في أواخر القرن السادس عشر. لم يورد القديس برنارد من كليرفو، وهو كاتب سيرة معاصر لملاخي دوّن معجزات القديس المزعومة، أي ذكر للنبوءة. يرجع تاريخ أقدم إشارة معروفة لها إلى العام 1587. كتب الراهب والباحث الإسباني بينيتو جيرونيمو فيخو إي مونتينيغرو في مجموعته المسرح العالمي النقدي (1724 -1739)، في خانة اسمها نبوءات مزعومة، أن مستوى الدقة العالي للأبيات وصولًا حتى زمان نشرها، مقارنة بمستوى الخطأ العالي بعد ذلك التاريخ، هو دليل أنها قد أُلفت في وقت قريب من تاريخ نشرها. تتطابق الأبيات والشروحات التي قدمها ويون تطابقًا قريبًا جدًا مع تاريخ للباباوات كتبه أونوفريو بانفينيو في عام 1557 (بما في ذلك تكرار للأخطاء التي ارتكبها بانفينيو)، ما قد يشير إلى أن النبوءة قد كُتبت استنادًا إلى ذلك المصدر. في عام 1694، جادل كلود فرانسوا مينيسترييه في أن الجُمل المفسّرة الإضافية لم تُكتب بقلم سياكونيوس، لأن النبوءة لم تُذكر في أي من أعمال سياكونيوس، ولا كانت العبارات المفسّرة مدرجة بينها.
تقول إحدى النظريات التي طُرحت لتفسير نشأة النبوءة، والتي قدمها القس والموسوعي لويس موريري من القرن السابع عشر، وغيره، إنها قد نشرت على أيدي مناصري الكاردينال جيرولامو سيمونتشيلي دعمًا لمحاولته أن يصبح البابا خلال المجمع المغلق لعام 1590 ليحل محل أوربان السابع. في النبوءة، مُنح البابا التالي لأوربان السابع وصف (القادم من المدينة القديمة)، وكان سيمونتشيلي من أورفييتو، واسمها في اللاتينية أوربيفيتانوم، ويعني المدينة القديمة. اقترح موريري وآخرون أن النبوءة قد وُضعت في محاولة فاشلة لتُبيّن أن سيمونتشيلي كان مقدرًا له أن يصير البابا. مع ذلك، فقد زرع اكتشاف إشارة إلى النبوءة في عام 1587 الشك في هذه النظرية. في هذه الوثيقة، يفسر حاشية الكاردينال جيوفاني جيرولامو ألباني العلامة «دي روري كويلي» («من ندى السماء») على أنها إشارة إلى سيدهم، بناء على الصلة بين كلمة «ألبا» («الفجر») وكلمة ألباني، والندى، باعتباره ظاهرة جوية صباحية نموذجية.

## تفسيرها
تنطوي ترجمة البنود خاصة باباوات ما قبل النشر التي قدمها ويون تطابقات وثيقة الصلة بين العلامات ومسقط رأس الباباوات، وأسماء عائلاتهم، وشعارات نبالتهم، وألقابهم ما قبل البابوية. مثلًا، تلائم العلامة القائلة (من قلعة على التيبر) مسقط رأس سلستين الثاني في تشيتا دي كاستيلو على التيبر.
كانت الجهود المبذولة لربط النبوءة بالباباوات التاريخيين الذين انتُخبوا بعد نشرها أكثر تصنُّعًا. مثلًا، يُشار إلى كليمنت الثالث عشر باسم (زهرة أومبريا)، لكنه لم يكن من أومبريا ولم يكن له إلا صلة هامشيّة جدًا بالمنطقة، إذ كان قد شغل منصب الحاكم البابوي لفترة وجيزة في رييتي، التي كانت جزءًا من أومبريا آنذاك.
يذكر أحد الأدباء أن من بين باباوات ما بعد النشر (بعد عام 1595) ما زال ثمة «بعض العبارات الملائمة على نحو مفاجئ»، بينما يضيف أنه «من السهل بالطبع المبالغة في دقة اللائحة عبر الاستشهاد بنقاطها الناجحة ببساطة» وأن «بقية العلامات لا تتلاءم بدقة».
من بين «النقاط الناجحة» ثمة «ضوء في السماء» لليون الثالث عشر (1878 -1903)، لوجود مذنّب في شعار نبالته؛ و «دينٌ مهجور» لبندكت الخامس عشر (1914 -1922) الذي تضمنت فترة بابويته الحرب العالمية الأولى والثورة الروسية الشيوعية الإلحادية؛ و «زهرة الزهرات» لبولس السادس (1963 -1978)، الذي ضم شعار نبالته زهرة الزنبق.

كتب بيتر باندر، رئيس قسم التربية الدينية في كلية وول هول لتدريب المعلمين، في عام 1969:
إذا ما أردنا وضع أعمال أولئك الذين أنكروا نبوءات ملاخي على موازين ووزنها مقابل أولئك الذين قبلوها، فربما سنصل إلى توازن تام؛ ومع ذلك، فإن العامل الأهم، وهو انتشار النبوءات، ولا سيما بين الأناس العاديين (بخلاف الباحثين)، يجعلها مهمة في النصف الثاني من القرن العشرين مثلما كانت في أي وقت مضى.

--- باندر (1969) ص.10.
قدم إم. جيه. أوبراين، وهو قس كاثوليكي ألّف بحثًا في عام 1880 عن النبوءة، تقييمًا أكثر عنفًا:
لم تحقق هذه النبوءات أي غاية. إنها عديمة المعنى تمامًا. إن اللغة اللاتينية سيئة، ومن المستحيل أن تُنسب وضاعة سخيفة كهذه... لأي مصدر قدسيّ. لم يقدم أولئك الذين كتبوا دفاعًا عن النبوءة... حجة لصالحهم إلا بشق الأنفس. إن محاولاتهم في تفسير النبوءات بعد عام 1590، وأقولها بكل احترام، هي أكثر الحقارات مدعاةً للأسف.
 أوبراين (1880) ص.110.